# 8933 Kurobe
8933 Kurobe este un asteroid din centura principală de asteroizi.

## Descriere
8933 Kurobe este un asteroid din centura principală de asteroizi. A fost descoperit pe 6 ianuarie 1997 la Chichibu de Naoto Satō. El prezintă o orbită caracterizată de o semiaxă mare de 2,86 ua, o excentricitate de 0,07 și o înclinație de 3,0° în raport cu ecliptica.